# BR-497
De BR-497 is een federale weg in de deelstaat Paraná in het zuiden van Brazilië. De weg is een verbindingsweg tussen Uberlândia in Minas Gerais en Paranaíba in Mato Grosso do Sul. De weg heeft een lengte van 353 kilometer.

## Aansluitende wegen
- BR-050, BR-365, BR-452 en BR-455 bij Uberlândia
- BR-153 en BR-464 bij Prata
- BR-154 en BR-364 bij Campina Verde
- MG-255 bij Iturama
- MG-426
- BR-483 bij Paranaíba
- BR-158 bij Paranaíba

## Steden
Langs de route liggen de volgende plaatsen:
- Uberlândia
- Prata
- Campina Verde
- Iturama
- Carneirinho
- Paranaíba